# Poker chinois

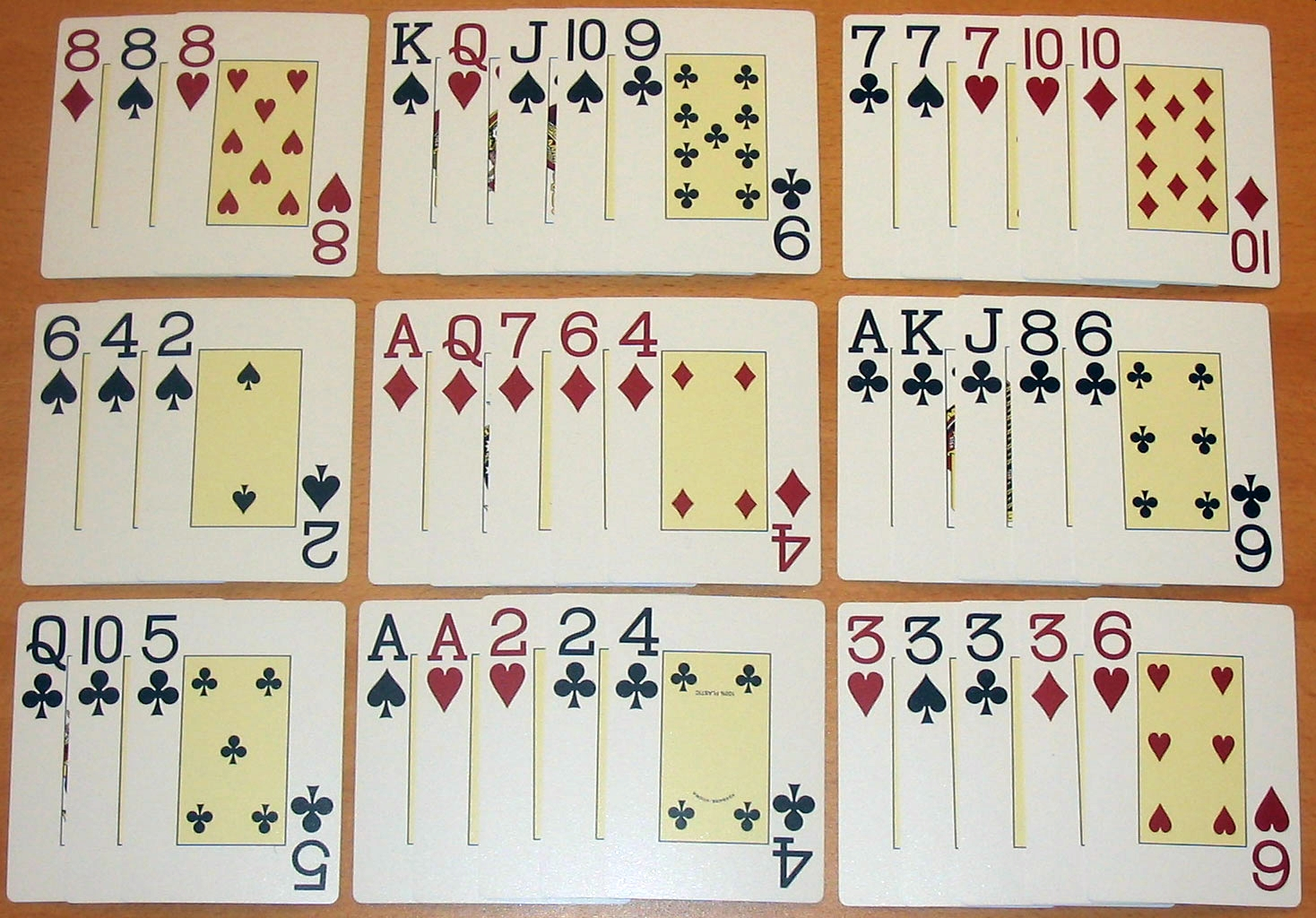
Exemples de mains du Poker chinois

Le Poker chinois est un jeu de cartes surtout joué dans les communautés d'Asie du sud-est (Chine du sud, Hong-Kong, Vietnam ...). Il est aussi appelé Treize (treize cartes).

## Règles

### Préparation de la main
Le jeu du Poker chinois nécessite un jeu de 52 cartes que l'on distribue en 4 paquets de 13 cartes chacun.
Il s'agit pour le joueur de disposer ses cartes en trois parties. En suivant la valeur des combinaisons du Poker, chaque partie doit être moins forte que la précédente.
Il prépare un premier paquet (le paquet du bas) de cinq cartes qu'il dispose juste devant lui (cartes cachées). Puis il dispose un second paquet de cinq cartes (moins fort que le précédent). Enfin, il dispose un dernier paquet à partir des trois cartes  restantes (en respectant la règle que ce paquet doit toujours être moins fort que le précédent paquet). Il a donc devant lui, deux paquets de cinq cartes et un paquet de trois cartes, faces cachées. 
Lorsque chaque joueur a terminé de préparer sa main, les joueurs retournent leur paquet. En principe, on commence par retourner le paquet 'du haut', le moins fort, et on le compare à celui de ses adversaires.

### Figures spéciales
- Six paires et demie : la main du joueur contient 6 paires.
- Trois suites : la main du joueur lui permet de faire une suite dans chaque paquet.
- Trois couleurs : la main du joueur lui permet de faire une couleur dans chaque paquet.
- Le treize : la main du joueur ne contient aucune paire ! Les 13 cartes du joueur sont donc différentes ! Ceci est aussi parfois appelé « Coup du dragon ».

Lorsque le joueur constate qu'il peut réaliser une de ces figures spéciales, il réalise une annonce aux autres joueurs en étalant son jeu. Si plusieurs joueurs font des annonces, l'antériorité de l'annonce l'emporte, excepté pour le treize qui est une annonce supérieure aux autres.
La probabilité d'obtenir un « treize » est : 
{\displaystyle p={\frac {52}{52}}\times {\frac {48}{51}}\times {\frac {44}{50}}\times \cdots \times {\frac {4}{40}}={\frac {39!\ 4^{13}\ 13!}{52!}}={\frac {1}{9462}}\approx 1{,}05\cdot 10^{-4}.}

### Comptage des points
Lorsque le paquet d'un joueur est plus fort que le paquet d'un autre joueur, cela lui rapporte un point et fait perdre un point à l'autre joueur. 
Certaines combinaisons spéciales permettent au paquet de valoir plusieurs points :
- Brelan sur le paquet du haut : trois points,
- Full sur le paquet du milieu : deux points,
- Carré sur le paquet du milieu : huit points,
- Quinte Flush sur le paquet du milieu : dix points,
- Carré sur le paquet du bas : quatre points,
- Quinte Flush sur le paquet du bas : cinq points.

Lorsqu'on réalise une annonce, on gagne trois points sur l'adversaire quelles que soient ses cartes. Si on réalise un Treize, on gagne treize points sur chaque adversaire.

## Exemples

### Exemple 1
Comparaison de 2 mains :
|        | Johann           | Adélie         | Gagnant |
| Haut   | 6♠ 6♣ 4♥         | A♥ R♦ D♦       | Johann  |
| Milieu | 10♦ 10♠ 9♣ D♠ 8♣ | 9♥ 9♦ 5♥ 5♦ 4♣ | Adélie  |
| Bas    | 3♥ 3♦ 3♠ 2♥ 2♦   | R♠ V♠ 9♠ 8♠ 7♠ | Johann  |

Au total, Johann a un score de +1 par rapport à Adélie. Adélie a un score de -1 par rapport à Johann.

### Exemple 2
Comparaison de 4 mains :
|        | Johann          | Adélie         | Anne           | Mathieu           |
| Haut   | A♥ R♦ D♦        | D♠ D♥ 5♥       | A♦ R♣ V♣       | D♣ V♠ 8♠          |
| Milieu | 4♠ 4♥ 6♥ 5♣ 3♣  | V♥ V♦ 7♥ 7♣ 4♣ | 8♦ 8♣ 5♠ 4♦ 3♠ | A♣ A♠ 7♦ 5♦ 3♥    |
| Bas    | 10♠ 9♣ 8♥ 7♠ 6♣ | R♠ R♥ 6♦ 6♠ 3♦ | 9♥ 9♦ 9♠ 2♣ 2♦ | 10♥ 10♦ 10♣ 2♠ 2♥ |
| Score  | -3              | +3             | -1             | +1                |

### Exemple 3
Comparaison de 4 mains, en présence de figures spéciales :
|        | Johann          | Adélie            | Anne           | Mathieu        |
| Haut   | 8♥ 8♦ 8♣        | A♥ 7♥ 7♣          | 5♥ 5♠ R♠       | A♦ A♠ V♣       |
| Milieu | A♣ D♣ 9♣ 6♣ 3♣  | V♥ V♦ R♦ 5♣ 3♣    | 4♠ 4♦ 3♦ 3♠ 7♦ | R♣ R♥ 9♥ 9♦ 2♣ |
| Bas    | V♠ 10♠ 9♠ 8♠ 7♠ | 10♥ 10♦ 10♣ 6♠ 6♥ | D♥ D♦ D♠ 2♠ 2♥ | 6♦ 5♦ 4♥ 3♥ 2♦ |
| Score  | +27             | -11               | -9             | -7             |

Notons que Johann gagne ici 9 points sur chaque adversaire (5 points sur le paquet du bas, 1 au milieu et 3 sur celui du haut).